# Репеша, Ясмин
Ясмин Репеша (хорв. Jasmin Repeša; род. 1 июня 1961 года, Чаплина) — хорватский баскетбольный тренер.

## Биография
Ясмин Репеша родился 1 июня 1961 года в городе Чаплина, Социалистическая Федеративная Республика Югославия (ныне Босния и Герцеговина). В молодости играл в баскетбол за местную одноимённую команду «Чаплина», хотя значительных успехов как игрок не добился.
Тренерскую карьеру начал в 1986 году, когда, будучи ещё игроком, занялся в своей родной «Чаплине» тренерской деятельностью. В 1990 году в качестве помощника главного тренера был приглашён в хорватский «Загреб», а затем перебрался в «Цибону», где в 1992—1994 годах работал помощником главного тренера Александра Петровича.
Самостоятельно стал тренировать в 1995 году в загребской «Дубраве», позже в течение двух лет возглавлял «Цибону», которую дважды привёл к победе в национальном первенстве и выиграл с ней Кубок Крешимира Чосича. В период 1997—2000 годов занимал должность главного тренера турецкого клуба «Тофаш» — дважды завоёвывал с ним титул чемпиона Турции, дважды становился обладателем Кубка Турции по баскетболу. Несмотря на успех с турецкой командой, вскоре вернулся в Хорватию и возглавил баскетбольный клуб «Сплит» из одноимённого города. Некоторое время тренировал польский «Шлёнск», который занял в чемпионате Польши первое место, потом на один сезон возвращался в «Цибону», приведя её к чемпионству на первенстве страны и к победе на кубке.
Дальнейшая тренерская карьера Репешы связана преимущественно с итальянскими клубами: болонским «Фортитудо» (2002—2006), римским «Виртусом» (2006—2008), «Бенеттоном» из Тревизо (2010—2011). Наиболее успешным сезоном в этот период для него оказался сезон 2005 года, когда в должности главного тренера «Фортитудо» он одержал победу в чемпионате Италии и завоевал Суперкубок Италии. В 2011 году в третий раз вернулся в «Цибону» — команда была на тот момент довольно молодой и испытывала трудности, однако Репеша всё же выиграл с ней чемпионат Хорватии, что произвело настоящую сенсацию.
В сезоне 2012—2013 годов Ясмин Репеша возглавлял испанскую «Уникаху» из Малаги, сумел вывести команду в Топ-16 Евролиги. Затем перешёл в хорватскую «Цедевиту», в течение двух сезонов выиграл с этой командой в общей сложности 12 клубных трофеев, в том числе дважды приводил её к победе в национальном первенстве, дважды становился победителем национального кубка. Начиная с 2015 года возглавляет итальянский клуб «Олимпия Милан» — добился и с ним некоторых успехов, так, в 2016 году одержал победу на Кубке Италии.
Помимо тренерской деятельности в клубах, Репеша также дважды возглавлял национальную сборную Хорватии по баскетболу — в период 2005—2009 и 2012—2014 годов. В частности, он возил хорватов на три чемпионата Европы, на чемпионат мира, был главным тренером сборной на Олимпийских играх 2008 года в Пекине, где команда дошла до четвертьфинала и заняла итоговое шестое место.